# Vi presento Christopher Robin
Vi presento Christopher Robin (Goodbye Christopher Robin) è un film del 2017 diretto da Simon Curtis.
Il film si basa sulla vita di A. A. Milne e Christopher Robin Milne, e il loro rapporto con le opere di Winnie the Pooh che li resero famosi. Tra gli interpreti principali figurano Domhnall Gleeson, Margot Robbie e Kelly Macdonald.

## Trama
Alan Alexander Milne, uno scrittore inglese ed ex-soldato, è ancora assillato dagli orrori della Grande guerra a distanza di anni dalla sua conclusione. Egli è deluso dall'indifferenza manifestata dalla nazione nei confronti del recente passato, quasi come se nessun evento significativo si fosse verificato, e vorrebbe sensibilizzare l'opinione pubblica su questa ideologia al fine di evitare lo scoppio di un'altra guerra. Lo scrittore, vittima di un blocco creativo, lascia Londra con la moglie Daphne, il figlio Christopher Robin e la sua tata Olive per trasferirsi nella tenuta di campagna Cotchford Farm a Hartfield, dove spera di trovare l'ispirazione per un nuovo romanzo.
Fin dalla sua nascita entrambi i genitori sono sempre rimasti distaccati con il figlio, soprannominato Billy Moon, il quale è cresciuto grazie alle cure della tata. Dopo il trasferimento in campagna Billy passa più tempo con i suoi genitori, ma è solo quando la madre e la tata si assentano per parecchi giorni che il bambino inizia a conoscere suo padre, da lui soprannominato Blue. Anche quest'ultimo si apre per la prima volta al figlio, trascorre con lui delle belle giornate inventando delle storie con i suoi pupazzi e vi intravede l'idea per un nuovo libro illustrato per bambini. Blue invita a casa sua l'amico Ernest per trarre dalle idee del figlio i bozzetti dei personaggi: l'orsetto Edward (chiamato Winnie the Pooh dal nome di un orso bruno visto allo zoo), il porcellino Piglet, la tigre Tigger, l'asinello Eeyore, i canguri Kanga e Roo, ed infine il bambino protagonista Christopher Robin che rispecchia nella fantasia il figlio Billy.
Dopo la prima pubblicazione, Winnie the Pooh diventa un personaggio amatissimo dai bambini di tutto il mondo e Milne continua a scrivere le sue storie. Quando le persone vengono a sapere che la figura di Christopher Robin è reale, è il figlio dell'autore a diventare una vera celebrità e si sente molto fortunato e apprezzato. A lungo andare però, il successo inizia a soffocare il bambino, che non accoglie più l'idea di dover condividere i suoi amici di pezza e i suoi personali momenti di gioco trascorsi con il padre con tutti gli altri bambini del mondo. Quando la tata fa capire a Blue di avere commesso uno sbaglio, e chiede le dimissioni per poter continuare la sua vita privata, la fama dell'orsetto e del suo piccolo padroncino è ormai sterminata per potervi porre rimedio. Ciononostante Blue promette al figlio che non scriverà più un rigo su Winnie the Pooh e lo iscrive ad un collegio, ma diventa presto vittima di bullismo per via del suo nome ben noto a tutti.
Billy Moon, divenuto adolescente, desidera arruolarsi in vista della seconda guerra mondiale, tanto è forte il suo desiderio di anonimato che finalmente avrà nelle vesti di un soldato semplice. Il ragazzo non ha passato la visita medica e invoca l'aiuto di suo padre, un uomo ancora influente per la nazione, di farlo arruolare nell'esercito per vie traverse; tale favore sarebbe il risarcimento per avergli rovinato l'infanzia. Trascorre del tempo e i genitori di Billy ricevono un telegramma che annuncia la scomparsa e probabile morte del ragazzo sul campo di battaglia. Mentre i suoi cari si disperano, però, Billy Moon ritorna sano e salvo e si riconcilia con il padre: nell'esperienza atroce che ha vissuto con altri ragazzi, il ricordo spensierato dell'orsetto Winnie the Pooh ha alleviato il morale a terra delle truppe in trincea in molte occasioni. Padre e figlio allora si convincono di aver colorato l'infanzia di un'intera generazione, in particolare quella di Christopher Robin, nonostante quest'ultimo abbia fatto fatica a crescere.

## Distribuzione
Il film è stato distribuito nelle sale cinematografiche britanniche il 29 settembre 2017, in quelle statunitensi il 13 ottobre e in quelle italiane il 3 gennaio 2018.